# Arend Heyting
Arend Heyting   (Amsterdam, 9 de maig de 1898 - Lugano, 9 de juliol de 1980) va ser un matemàtic neerlandès.

## Vida i Obra
Heyting, fill d'un professor de secundària, va estudiar matemàtiques a la universitat d'Amsterdam on va tenor com mestres Brouwer i Mannoury. Es va graduar el 1922 i el curs següent ja era professor de l'institut de secundària d'Enschede, mentre continuava treballant en la seva tesi doctoral, un encàrrec de Brouwer d'establir els axiomes intuicionistes de la geometria projectiva. Va obtenir el doctorat el 1925.
La docència a l'ensenyament secundari va començar a ser per a ell una experiència decebedora i, finalment, el 1936 va ser nomenat professor de la universitat d'Amsterdam, en la qual va romandre fins a la seva jubilació el 1968. El 1975 va patir un atac de cor que va provocar un deteriorament progressiu de la seva salut fins que va morir el 1980.
L'obra de Heyting està gairebé centrada només en l'intuïcionisme i la filosofia de les matemàtiques des d'un punt de vista intuicionista. El 1930 va publicar els seus tres articles més importants sobre les regles formals de la lògica i la matemàtica intuicionistes i també va presentar la seva visió dels fonaments de les matemàtiques a la conferència d'epistemologia de les ciències exactes de Königsberg. En escrits posteriors i en correspondència amb el matemàtic rus Andrei Kolmogórov va desenvolupar el que es coneix com la interpretació (o semàntica) de Brouwer-Heyting-Kolmogórov de la lògica i la demostració. L'any 1956 va publicar el seu llibre més influent: Intuitionism: An Introduction. La seva obra es compon d'una seixantena d'articles científics i tres monografies. El 1975 també va editar el primer volum de les obres escollides de Brouwer, que agrupen els seus treballs sobre fonaments i filosofia de les matemàtiques.